# Bistum Scranton
Das Bistum Scranton (lateinisch Dioecesis Scrantonensis) ist ein Bistum der römisch-katholischen Kirche in den Vereinigten Staaten mit Sitz in Scranton (Pennsylvania).

## Geschichte
Papst Pius IX. errichtete die Diözese und die gleichzeitig gegründeten Bistümer Harrisburg und Wilmington am 3. März 1868 aus Gebietsabtretungen des Bistums Philadelphia. Seit 1875 ist das Bistum Scranton Suffraganbistum des Erzbistums Philadelphia. Bischofskirche ist die St. Peter’s Cathedral in Scranton.
Im Jahr 2005 bezahlte die Diözese eine Entschädigung von 450.000 US$ an einen sexuell missbrauchten Jugendlichen und schützte dadurch den im Bistum eingesetzten Prälaten Carlos Urrutigoity vor einer strafrechtlichen Verurteilung.

## Territorium
Das Bistum Scranton erstreckt sich über das Gebiet der Countys Bradford, Lackawanna, Luzerne, Lycoming, Monroe, Pike, Sullivan, Susquehanna, Tioga, Wayne und Wyoming im Bundesstaat Pennsylvania.

## Bischöfe von Scranton
- William O’Hara (1868–1899)
- Michael John Hoban (1899–1926)
- Thomas Charles O’Reilly (1927–1938)
- William Joseph Hafey (1938–1954)
- Jerome Daniel Hannan (1954–1965)
- Joseph Carroll McCormick (1966–1983)
- John Joseph O’Connor (1983–1984), dann Erzbischof von New York
- James Clifford Timlin (1984–2003)
- Joseph Francis Martino (2003–2009)
- Joseph Charles Bambera seit 2010